# Liste des municipalités de l'État de Mexico

Armoiries de l'État de Mexico

L'État de Mexico est constitué 125 municipalités. La capitale est Toluca de Lerdo.

## Liste des municipalités et des codes INEGI associés

Localisation de l'État de Mexico au Mexique.

Municipalités de l'État de Mexico.

Le code INEGI complet de la municipalité comprend le code de l'État - 15 - suivi du code de la municipalité. Exemple : Toluca = 15106. Chaque municipalité comprend plusieurs localités. Ainsi, pour le chef-lieu de la municipalité de Toluca, la ville de Toluca de Lerdo : 151060001. 
| code INEGI | Municipalité                | Chef-lieu de la municipalité             |
| ---------- | --------------------------- | ---------------------------------------- |
| 001        | Acambay                     | Acambay                                  |
| 002        | Acolman                     | Acolman de Nezahualcóyotl                |
| 003        | Aculco                      | Aculco de Espinoza                       |
| 004        | Almoloya de Alquisiras      | Almoloya de Alquisiras                   |
| 005        | Almoloya de Juárez          | Almoloya de Juárez                       |
| 006        | Almoloya del Río            | Almoloya del Río                         |
| 007        | Amanalco                    | Amanalco de Becerra                      |
| 008        | Amatepec                    | Amatepec                                 |
| 009        | Amecameca                   | Amecameca de Juárez                      |
| 010        | Apaxco                      | Apaxco de Ocampo                         |
| 011        | Atenco                      | San Salvador Atenco                      |
| 012        | Atizapán                    | Santa Cruz Atizapán                      |
| 013        | Atizapán de Zaragoza        | Ciudad López Mateos                      |
| 014        | Atlacomulco                 | Atlacomulco de Fabela                    |
| 015        | Atlautla                    | Atlautla de Victoria                     |
| 016        | Axapusco                    | Axapusco                                 |
| 017        | Ayapango                    | Ayapango                                 |
| 018        | Calimaya                    | Calimaya de Díaz González                |
| 019        | Capulhuac                   | Capulhuac de Mirafuentes                 |
| 020        | Coacalco de Berriozábal     | San Francisco Coacalco                   |
| 021        | Coatepec Harinas            | Coatepec Harinas                         |
| 022        | Cocotitlán                  | Cocotitlán                               |
| 023        | Coyotepec                   | Coyotepec                                |
| 024        | Cuautitlán                  | Cuautitlán                               |
| 025        | Chalco                      | Chalco de Díaz Covarrubias               |
| 026        | Chapa de Mota               | Chapa de Mota                            |
| 027        | Chapultepec                 | Chapultepec                              |
| 028        | Chiautla                    | Chiautla                                 |
| 029        | Chicoloapan                 | Chicoloapan de Juárez                    |
| 030        | Chiconcuac                  | Chiconcuac de Juárez                     |
| 031        | Chimalhuacán                | Chimalhuacán                             |
| 032        | Donato Guerra               | Villa Donato Guerra                      |
| 033        | Ecatepec de Morelos         | Ecatepec de Morelos                      |
| 034        | Ecatzingo                   | Ecatzingo de Hidalgo                     |
| 035        | Huehuetoca                  | Huehuetoca                               |
| 036        | Hueypoxtla                  | Hueypoxtla                               |
| 037        | Huixquilucan                | Huixquilucan de Degollado                |
| 038        | Isidro Fabela               | Tlazala de Fabela                        |
| 039        | Ixtapaluca                  | Ixtapaluca                               |
| 040        | Ixtapan de la Sal           | Ixtapan de la Sal                        |
| 041        | Ixtapan del Oro             | Ixtapan del Oro                          |
| 042        | Ixtlahuaca                  | Ixtlahuaca de Rayón                      |
| 043        | Xalatlaco                   | Xalatlaco                                |
| 044        | Jaltenco                    | Jaltenco                                 |
| 045        | Jilotepec                   | Jilotepec de Molina Enríquez             |
| 046        | Jilotzingo                  | Santa Ana Jilotzingo                     |
| 047        | Jiquipilco                  | Jiquipilco                               |
| 048        | Jocotitlán                  | Jocotitlán                               |
| 049        | Joquicingo                  | Joquicingo de León Guzmán                |
| 050        | Juchitepec                  | Juchitepec de Mariano Rivapalacio        |
| 051        | Lerma                       | Lerma de Villada                         |
| 052        | Malinalco                   | Malinalco                                |
| 053        | Melchor Ocampo              | Melchor Ocampo                           |
| 054        | Metepec                     | Metepec                                  |
| 055        | Mexicaltzingo               | San Mateo Mexicaltzingo                  |
| 056        | Morelos                     | San Bartolo Morelos                      |
| 057        | Naucalpan                   | Naucalpan de Juárez                      |
| 058        | Nezahualcóyotl              | Ciudad Nezahualcóyotl                    |
| 059        | Nextlalpan                  | Santa Ana Nextlalpan                     |
| 060        | Nicolás Romero              | Ciudad Nicolás Romero                    |
| 061        | Nopaltepec                  | Nopaltepec                               |
| 062        | Ocoyoacac                   | Ocoyoacac                                |
| 063        | Ocuilan                     | Ocuilán de Arteaga                       |
| 064        | El Oro                      | El Oro de Hidalgo                        |
| 065        | Otumba                      | Otumba de Gómez Farías                   |
| 066        | Otzoloapan                  | Otzoloapan                               |
| 067        | Otzolotepec                 | Villa Cuauhtémoc                         |
| 068        | Ozumba                      | Ozumba de Alzate                         |
| 069        | Papalotla                   | Papalotla                                |
| 070        | La Paz                      | Los Reyes Acaquilpan                     |
| 071        | Polotitlán                  | Polotitlán de la Ilustración             |
| 072        | Rayón                       | Santa Maria Rayón                        |
| 073        | San Antonio la Isla         | San Antonio la Isla                      |
| 074        | San Felipe del Progreso     | San Felipe del Progreso                  |
| 075        | San Martín de las Pirámides | San Martín de las Pirámides              |
| 076        | San Mateo Atenco            | San Mateo Atenco                         |
| 077        | San Simón de Guerrero       | San Simón de Guerrero                    |
| 078        | Santo Tomás                 | Santo Tomás de los Plátanos              |
| 079        | Soyaniquilpan de Juárez     | San Francisco Soyaniquilpan              |
| 080        | Sultepec                    | Sultepec de Pedro Ascencio de Alquisiras |
| 081        | Tecámac                     | Tecámac de Felipe Villanueva             |
| 082        | Tejupilco                   | Tejupilco de Hidalgo                     |
| 083        | Temamatla                   | Temamatla                                |
| 084        | Temascalapa                 | Temascalapa                              |
| 085        | Temascalcingo               | Temascalcingo de José María Velasco      |
| 086        | Temascaltepec               | Temascaltepec de González                |
| 087        | Temoaya                     | Temoaya                                  |
| 088        | Tenancingo                  | Tenancingo de Degollado                  |
| 089        | Tenango del Aire            | Tenango del Aire                         |
| 090        | Tenango del Valle           | Tenango de Arista                        |
| 091        | Teoloyucan                  | Teoloyucan                               |
| 092        | Teotihuacán                 | Teotihuacán de Arista                    |
| 093        | Tepetlaoxtoc                | Tepetlaoxtoc de Hidalgo                  |
| 094        | Tepetlixpa                  | Tepetlixpa                               |
| 095        | Tepotzotlán                 | Tepotzotlán                              |
| 096        | Tequixquiac                 | Santiago Tequixquiac                     |
| 097        | Texcaltitlán                | Texcaltitlán                             |
| 098        | Texcalyacac                 | San Mateo Texcalyacac                    |
| 099        | Texcoco                     | Texcoco de Mora                          |
| 100        | Tezoyuca                    | Tezoyuca Santiago                        |
| 101        | Tianguistenco               | Tianguistenco de Galeana                 |
| 102        | Timilpan                    | San Andrés Timilpan                      |
| 103        | Tlalmanalco                 | Tlalmanalco                              |
| 104        | Tlalnepantla de Baz         | Tlalnepantla                             |
| 105        | Tlatlaya                    | Tlatlaya                                 |
| 106        | Toluca                      | Toluca de Lerdo                          |
| 107        | Tonatico                    | Tonatico                                 |
| 108        | Tultepec                    | Tultepec                                 |
| 109        | Tultitlán                   | Tultitlán de Mariano Escobedo            |
| 110        | Valle de Bravo              | Valle de Bravo                           |
| 111        | Villa de Allende            | San José Villa de Allende                |
| 112        | Villa del Carbón            | Villa del Carbón                         |
| 113        | Villa Guerrero              | Villa Guerrero                           |
| 114        | Villa Victoria              | Villa Victoria                           |
| 115        | Xonacatlán                  | Xonacatlán                               |
| 116        | Zacazonapan                 | Zacazonapan                              |
| 117        | Zacualpan                   | Zacualpan                                |
| 118        | Zinacantepec                | San Miguel Zinacantepec                  |
| 119        | Zumpahuacán                 | Zumpahuacán                              |
| 120        | Zumpango                    | Zumpango de Ocampo                       |
| 121        | Cuautitlán Izcalli          | Cuautitlán Izcalli                       |
| 122        | Valle de Chalco Solidaridad | Xico                                     |
| 123        | Luvianos                    | Villa Luvianos                           |
| 124        | San José del Rincón         | San José del Rincón Centro               |
| 125        | Tonanitla                   | Santa María Tonanitla                    |